# Kefir

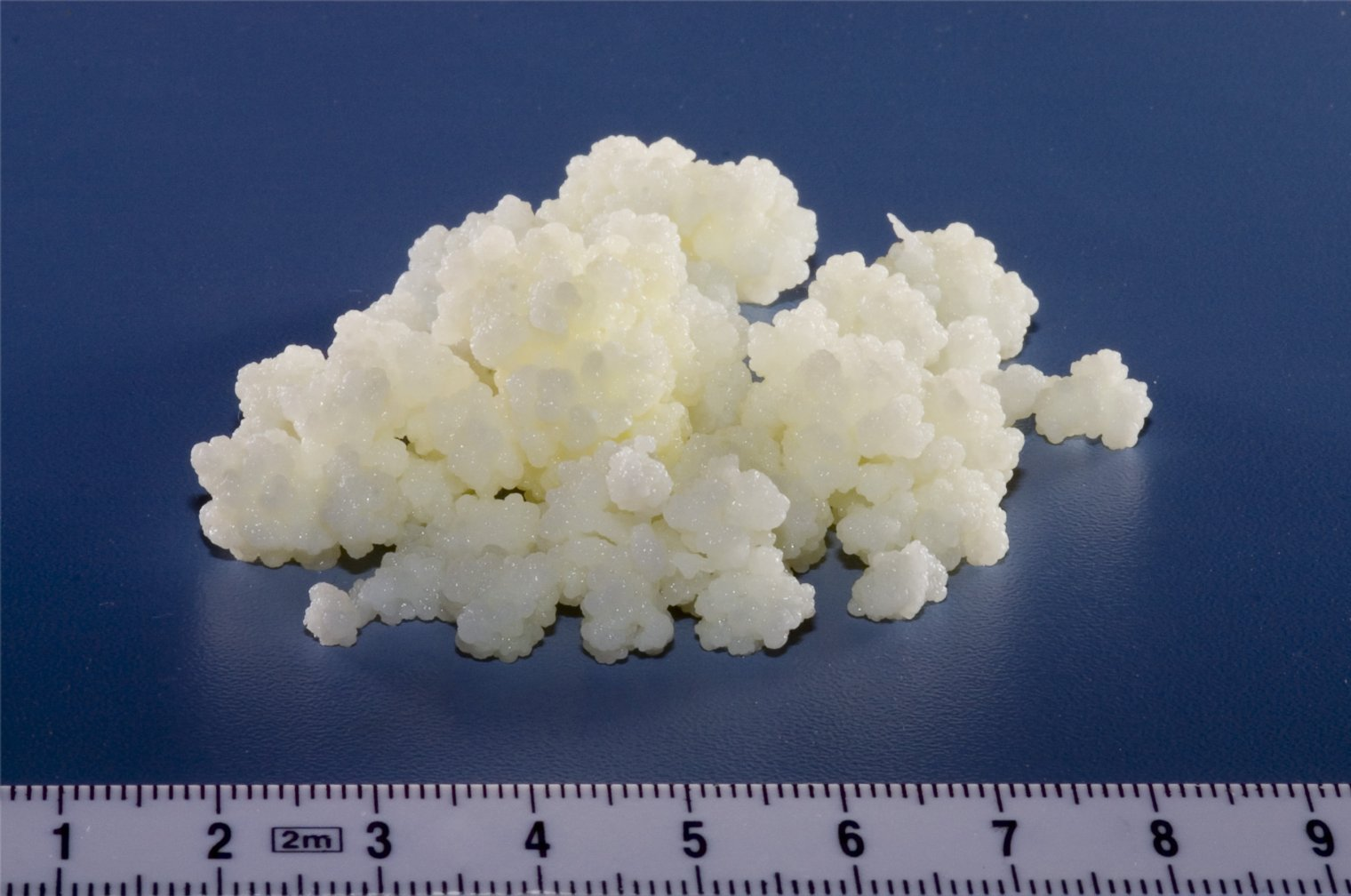
Grãos de kefir.

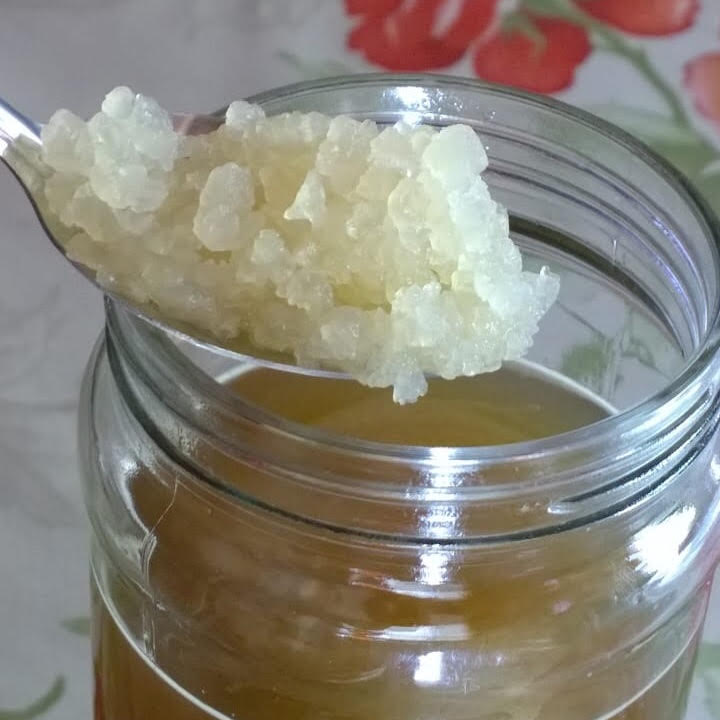
Grãos de "kefir de água", cultivados em água com açúcar mascavo.

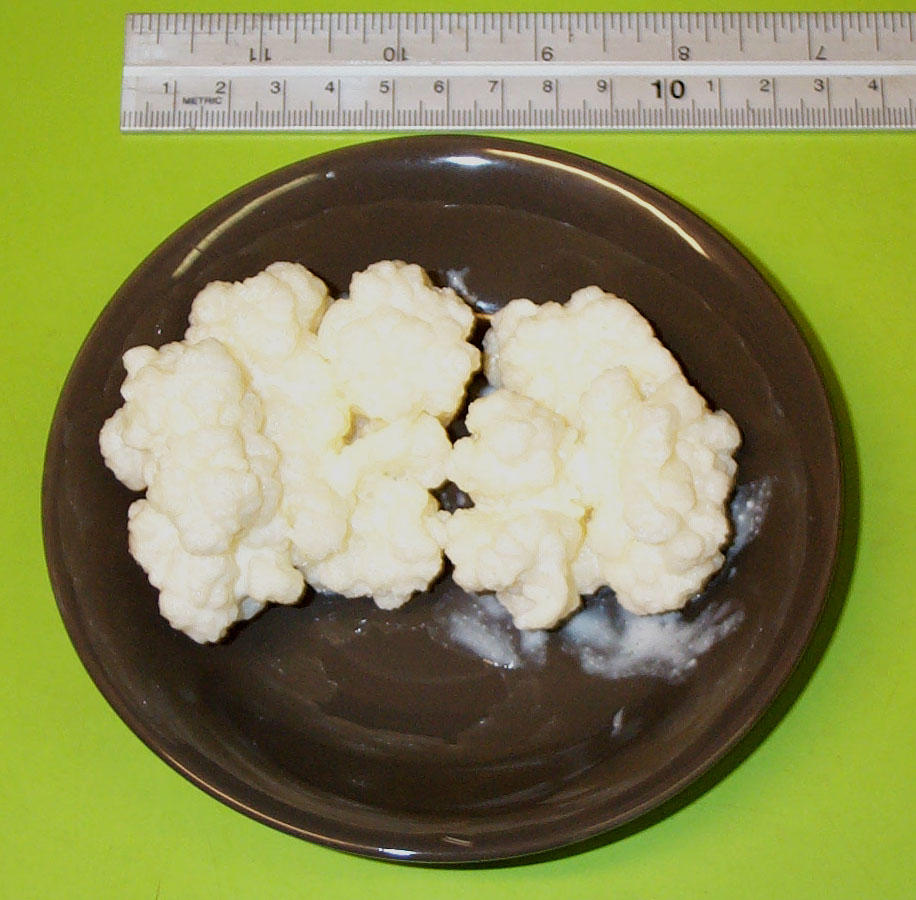
90 gramas de grãos de kefir.

Kefir, kéfir, quefir ou kephir é uma bebida fermentada, originária das montanhas do Cáucaso, cujo substrato mais comum é o leite (caprino, bovino ou de ovelha). É produzida com a submersão temporária dos chamados “grãos de kefir" num substrato, como o leite, água açucarada, leite de coco, sucos etc.
Os “grãos de kefir” são uma colônia de microrganismos simbióticos imersa em uma matriz composta de polissacarídeos e proteínas, formada por bactérias (lactobacilos e bifidobactérias), podendo conter leveduras. Contudo, estudos indicam que a sua composição biológica, química e nutricional varia conforme a origem e o modo de produção. Também são conhecidos como tibicos, cogumelos tibetanos, plantas de iogurte, cogumelos do iogurte, quefir, kephir, kiaphur, kefer, knapon, kepiand e kippi. O termo “kefir” deriva do turco keif que significa "bem-estar" ou "bem-viver".
Por ser considerado um alimento funcional, a cultura caseira do kefir se tornou popular em vários países da Europa Central, e de lá para outros continentes. Em alguns países como Alemanha, Rússia, Canadá e Suécia, o produto também é produzido comercialmente e amplamente consumido.
Além das culturas do kefir de leite (caprino, bovino ou ovino), também é comum o chamado kefir de água, na qual açúcares são adicionados para se obter a fermentação.

## Características
O metabolismo da colônia de microrganismos consome a lactose e reduz a caseína, albumina e outras proteínas aos aminoácidos que as constituem, além de sintetizar ácido láctico, a lactase e outras enzimas que ajudam a digerir a lactose restante depois da bebida ingerida. Ainda modificam os sais de cálcio para formas mais facilmente absorvidas pelo organismo humano.[carece de fontes?]
O preparado pode ser feito com leite de vaca, cabra, ovelha, búfala, égua e até de camela. Diferentemente do iogurte que é fermentado apenas por lactobacilos, o kefir exige temperaturas mais altas, em temperaturas mais baixas fermenta mais lentamente. Ele é fermentado por trinta e sete tipos diferentes de microrganismos em sua colônia, incluindo as leveduras (utilizadas na preparação de diversos produtos, dentre eles: pão, cerveja, vinagre, queijo, vinho, chucrute etc).[carece de fontes?]
O kefir é o produto cuja fermentação se realiza com cultivos acidolácticos elaborados com grãos de kefir, Lactobacillus kefir, espécies dos gêneros Leuconostoc, Lactococcus e Acetobacter com produção de ácido láctico, álcool etílico e dióxido de carbono. Os grãos de kefir são constituídos por leveduras fermentadoras de lactose (Kluyveromyces marxianus) e leveduras não fermentadoras de lactose (Saccharomyces omnisporus, Saccharomyces cerevisiae e Saccharomyces exiguus), Lactobacillus casei, Bifidobaterium sp e Streptococcus salivarius subsp thermophilus.[carece de fontes?]
Os grãos de kefir multiplicam-se conforme vão sendo cultivados, quanto maior a temperatura mais ativos ficam e por conseguinte aumentam mais rapidamente o seu tamanho, por causa disso, são tradicionalmente doados e as orientações para seu cultivo são passadas oralmente. Para fazê-la é bastante simples, podendo ser misturada a frutas, mel e cereais e utilizada no preparo das receitas que tradicionalmente levam leite ou iogurte.[carece de fontes?]
Comparando-se com o iogurte apresenta sabor levemente mais ácido e espessura mais liquida. Porém, essa acidez e textura podem ser controladas de acordo com o tempo de fermentação que pode durar de 24 a 72h. Quanto mais tempo for fermentado mais ácido e mais espesso será o resultado.
Deve-se utilizar no seu manuseio, instrumentos não metálicos, dada a possível reação do ácido da fermentação com os metais, mantendo-o em locais com pouca luz e de temperaturas exteriores o mais constantes possível, entre 15 °C e 40 °C. Contudo, além dos utensílios de plástico, podem ser utilizado utensílios de aço inoxidável por ser um metal inerte não reativo. Quanto maior a temperatura mais rápida será a fermentação. Abaixo dos 10 °C o kefir entra em estado de hibernação, por isso se quiser ficar um período sem utilizá-lo, guarde-o num refrigerador.[carece de fontes?]
Após a fermentação, os grãos são coados e inseridos em novo substrato para serem fermentados. O produto obtido então pode ser consumido ou ainda dessorado para se obter um iogurte mais espesso como o iogurte grego. É usado também na fabricação de queijos e diversas bebidas gaseificadas naturalmente pela fermentação sendo consideradas um bom substituto para os refrigerantes.

## O efeitoprobióticodo kefir

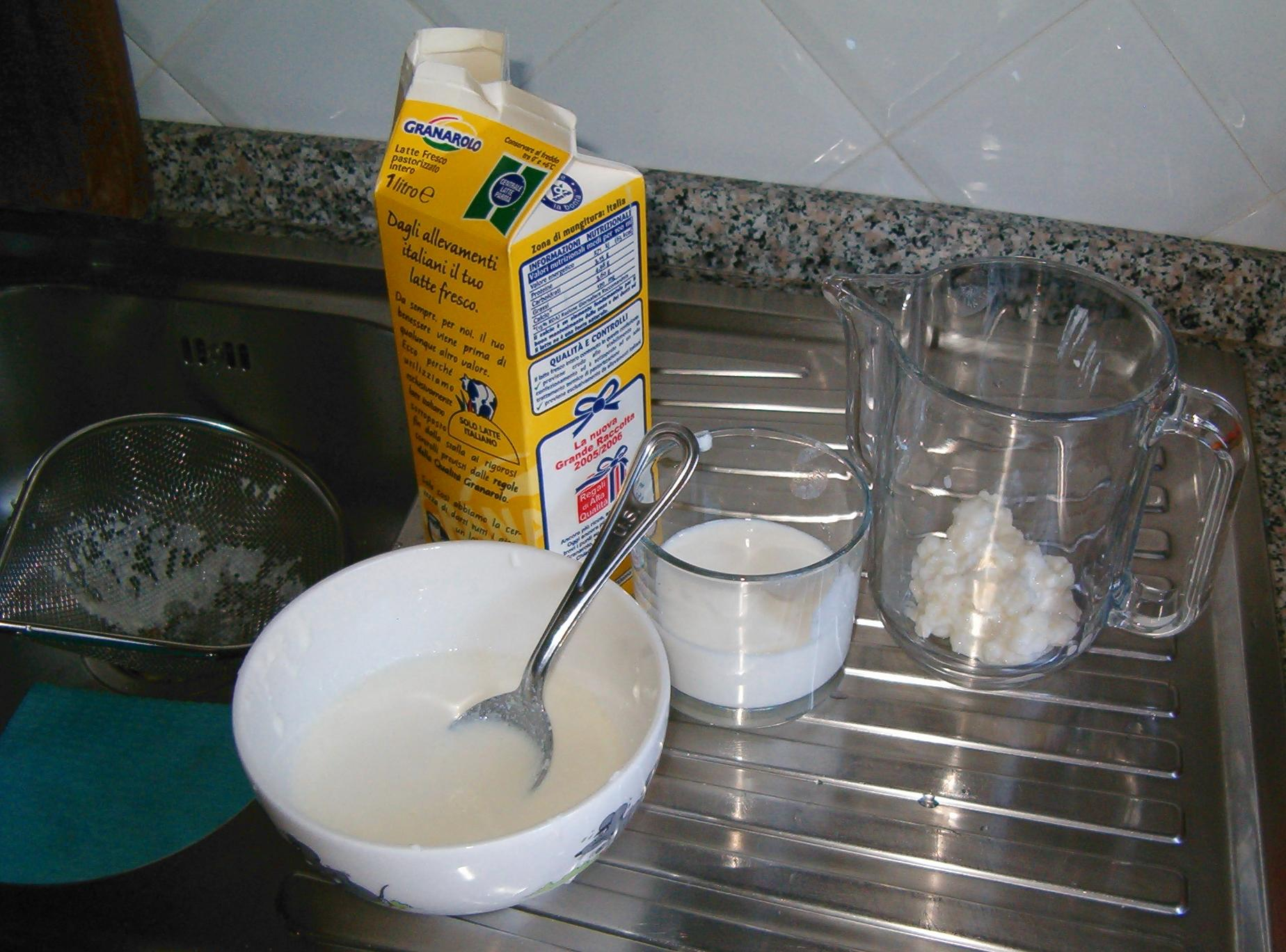
Preparação do kefir.

O kefir tem efeitos comprovados em diversas aspectos da saúde humana, entre eles antitrombótico, antimicrobiano e significativa melhora na absorção do cálcio pelos ossos, resultando, também, na melhora da densidade óssea, conforme estudo clínico randomizado controlado realizado em 40 pacientes com osteoporose, além de auxiliar na digestão e redução da intolerância à lactose em adultos intolerantes à substância. Outros efeitos benéficos à saúde, consoante testes in vitro e em animais, estimulação do sistema imunológico, redução do colesterol, além de propriedades antialérgicas, anti-inflamatórias, anticancerígenas, antifúngicas e antimutagênica.
O kefir traz em sua composição uma considerável quantidade de proteína, vitamina B12, riboflavina (vitamina B2), menaquinona (vitamina K2), fósforo, cálcio e vitamina D.
Outro mérito do kefir é a alta qualidade e quantidade de aminoácidos e na eliminação de microrganismos patogênicos da microbiota intestinal.

## Restrições ao uso
Em portadores de intolerância a lactose, apesar da fermentação reduzir a quantidade de lactose do leite, ainda assim pode levar a sintomas se a intolerância for severa. Apesar de não haver contraindicação formal, a fermentação leva à produção de álcool etílico especialmente na variedade do kefir de água (cultivado em água com açúcar mascavo diluído), porém em quantidades mínimas, não sendo recomendado o uso do kefir por portadores de hepatopatias de qualquer etiologia.[carece de fontes?]

## Arqueologia
Recentemente o Instituto Max Planck de Biologia Molecular e Genética, da Alemanha, analisou algumas peças descobertas no complexo de Tumbas de Xiaohe (na China) e constatou serem blocos de queijo, sendo assim, considerados os queijos mais antigos da humanidade descobertos até o momento e datados de 1650 anos a.C. e que foram produzidos a partir da fermentação do kefir.